# Хакуашева, Мадина Андреевна
Мадина Андреевна Хакуашева (род. 1959, Нальчик, Кабардино-Балкарская АССР) — современный кабардинский писатель, доктор филологических наук.

## Семья
Отец — Андрей Ханашхович Хакуашев (1929—2022) — доктор филологических наук, профессор кафедры кабардинской литературы КБГУ. Академик Адыгской (Черкесской) международной академии наук (АМАН). Заслуженный деятель наук КБР и РА.
Мать — Елена Алиевна Шогенцукова (1929 −1986) — кандидат мед. наук, заслуженный врач КБАССР, пульмонолог, учредитель центра по лечению и реабилитации больных бронхиальной астмы в условиях высокогория (Приэльбрусья). Последние годы возглавляла кафедру госпитальной терапии КБГУ.
Брат — Аслан Андреевич Хакуашев (1960—2011) — врач-терапевт, зав. пульмонологическим отделением Республиканской клинической больницы (РКБ).
Дед по матери — Али Шогенцуков (1900—1941) — кабардинский поэт, классик кабардинской литературы. Являясь Председателем Союза писателей республики, ушёл на фронт, погиб в Бобруйском концентрационном лагере.
Дед по отцу — Ханашхо Хакуашев, коммунист, погиб на фронтах Второй мировой войны.
Муж — Хутов Аслан Хамидбиевич, 1960 г.р., — подполковник в отставке.
Дочь — Хутова Алия Аслановна, 1995 г.р..

## Краткая биография
- Родилась в 1959 в Нальчике. Внучка Али Асхадовича Шогенцукова.
- 1981 год — закончила медицинский факультет КБГУ.
- 1982—1984 — Ординатура по кардиологии при Первом ММИ им. М. Сеченова
- 1985—1987 — Аспирантура при московском Институте проф. кардиологии по теме «Дислипопродеидемии у мужчин 40-59 лет».
- 1989—1997 гг. — старший преподаватель медицинской кафедры КБГУ.
- 1991 год — закончила экстерном филологический факультет КБГУ.
- 1997 год — защита кандидатской диссертации «Онтологические основы адыгской мифологии». (г. Майкоп)
- 2007 год — выпустила монографию «Литературные архетипы в художественных произведениях адыгских писателей», которая включена в реестр «Основные достижения Российской академии наук за 2007 год»[источник не указан 3269 дней].
- 2008 год — защитила докторскую диссертацию по этой же теме.
- Работает ведущим научным сотрудником сектора кабардинской литературы Института гуманитарных исследований КБНЦ РАН[источник не указан 3269 дней].

## Литературное творчество
С детства писала стихи, затем прозу. Художественные публикации: в республиканских газетах, русскоязычном республиканском журнале «Литературная Кабардино-Балкария».
- Повесть «Дорога домой» была опубликована в журнале «Дружба народов» (Москва, 2006, № 8).
- Фрагмент повести «Кабардинская усадьба» вошёл в антологию «Современная литература народов России» (Москва, изд. Пик, 2007). Расширенные варианты повести были опубликованы в журналах «Нана» (г. Грозный, 2008), «Дарьял» (г. Владикавказ, 2009, 20011), «Мегалог» (г. Пятигорск, 2009). Фрагмент «Диса» вошёл в сборник повестей писателей Северного Кавказа «Война длиною в жизнь» (Москва, изд. АСТ, 2008).
- Роман «Дорога домой» в жанре автофикшн (под псевдонимом Дина Арма) был опубликован в мае 2009 (Нальчик, изд. «Эльбрус»).
- В 2011 году вышла неполная версия романа «Дорога домой» в сборнике повестей северокавказских авторов «Дорога домой» (Москва, издательство АСТ)..
- В 2013 году в немецком журнале «Георгика» был опубликован фрагмент романа «Дорога домой» в переводе на немецкий язык.
- Журнальная версия новой повести «Страна насып» вышла в журнале «Дружба народов» в июне 2024 г. (№ 6, 2024).

## Научные публикации
Список публикации включает в себя:
МОНОГРАФИИ:
- «Формирование жанровой системы в творчестве Али Шогенцукова». Нальчик, изд. КБНЦ РАН, 1999.
- «Литературные архетипы в художественных произведениях адыгских авторов» (по материалам докторской диссертации). Нальчик, 2007.
- Сборник «Публицистика. В поисках утраченного смысла». Нальчик, 2013, издательство «Принт-центр».
- «Мифологические образы и мотивы в фольклоре, литературе и искусстве». Изд-во КБИГИ, Нальчик, 2014.
- «Современная адыгская русскоязычная литература: некоторые аспекты эволюции». Нальчик, 2017.
- «Али Шогенцуков и историко-литературный процесс. К 120-летию А. А. Шогенцукова». Нальчик, 2020 (в соавт. с Ю. М. Тхагазитовым).
- «Особенности развития современной русскоязычной литературы на примерах творчества А. Черчесова и Б. Чипчикова». Нальчик, 2023
- Соавтор биобиблиографического словаря "Писатели Кабардино-Балкарии Х1Х-конца 80-х г. XX века. Нальчик, 2007. (под ред. Хашхожевой Р. Х.). Нальчик, 2007.
- Соавтор трехтомника (2013—2023 гг.): «Адыгские (адыгейские, кабардинские, черкесские, черкесского зарубежья) писатели ХIХ — XXI вв.». — Нальчик, 2021—2023 гг.

Составитель книг:
- Али Шогенцуков: по свидетельству времени. Жизнь и творчество (из серии «Наши знаменитости») — Нальчик, 2011;
- Хачим Теунов. Тайны рыцаря литературы (из серии «Наши знаменитости»). — Нальчик, 2021. (В соавт. с А. Х. Хакуашевым).

Автор более 150 научных статей (в том числе рецензируемых).
Некоторые из них:
- Творчество Али Шогенцукова и современность. Проблемы методологии // Вестник дагестанского научного центра. — Махачкала, 2006, № 26.
- Новый роман — антиутопия: «Абраг» Д. Кошубаева//Южно — российский вестник. Филология, география и глобальная энергия. — Астрахань, 2006, № 10 (23).
- Композиционные особенности романа Н. Куека «Вино мертвых»//Южно — российский вестник геологии, географии и глобальной энергии. — Астрахань, 2006, № 12.
- Художественный метод Али Шогенцукова//Вопросы филологии. — М., 2006, № 5.
- Особенности формирования кабардинской литературы//Культурная жизнь Юга России. — Краснодар, 2007, № 3
- Хакуашева М. А. Мифологические мотивы в романе Д. Кошубаева «Абраг»//Культурная жизнь Юга России. — Краснодар, 2007, № 4 (23). — 0,5 п.л.
- Формирование литературных архетипов в адыгской литературе (на примере реконструкции архетипа Великой матери в романе Н. Куека «Вино мертвых»)//Культурная жизнь юга России. — Краснодар, 2008, № 1
- Особенности формирования адыгской литературы // Культурная жизнь Юга России. — Краснодар, 2007, № 3 (22).
- Архетипические образы в романе Н. Куека «Вино мертвых»//Научный журнал «Литература и фольклор» М., 2008.
- Размыкание пространства. М., 2008, журнал «Дружбы народов», № 4.
- Литература в эпоху перемен. М, 2009, журнал «Дружбы народов», № 9.
- Адыгская литература в эпоху глобализации. М., 2017, журнал «Вопросы литературы», № 1.

## Общественная деятельность
С 2008 году по 2021 год являлась внештатным сотрудником российского ФСЭИП (Фонда социально-экономических и интеллектуальных программ) под руководством Филатова С. А..:
- координатор Первого Северокавказского Форума молодых писателей Северного Кавказа от Российского Фонда интеллектуальных и социально-экономических программ (председатель — Филатов С. А.) в г. Нальчике (2008), — координатор Второго Северокавказского Форума молодых писателей СК, который состоялся в Майкопе (2009),
- участник 6 Совещания молодых писателей СК в Грозном;
- руководитель северокавказской группы молодых писателей в Звенигороде, Переделкино, Москве.
- Инициатор, участник киносценария документального фильма «Али Шогенцуков» в сотрудничестве с Северокавказской киностудией (г. Владикавказ). (Презентация фильма состоялась в Нальчике 2008).
- Участник совещания писателей Северокавказского региона, организованного по инициативе журнала «Дружбы народов» и ФСЭИП России в г. Железноводске (2007), совещания писателей России и СНГ в Переделкино (Москва, 2008), совещания писателей России и СНГ по поводу 70-летнего юбилея журнала «Дружбы народов» (Москва, май, 2009).
- Инициатор и участник Северокавказской Книжной ярмарки, организованной ФСЭИП С. А. Филатовым в рамках Московской книжной ярмарки (Москва, март 2011).
- Участник и координатор международного культурного проекта Caucasus Morpheus, совместно с Е. Ассеевой и П. Мизарини, автор интервью (в рамках проекта) «Современные проблемы адыгского мира: женский взгляд». Выставки материалов проекта Caucasus Morpheus по черкесской культуре состоялись в двух центральных галереях Рима. (Италия, Рим, 20-27 июля 2012 г.) Член Союза Писателей РФ с 2008 года; член правления СП КБР. Член правления Клуба писателей Кавказа с 2011 года.

Член Союза Писателей РФ с 2008 года; член правления СП КБР.
Член правления Клуба писателей Кавказа с 2011 года.

## Награды и премии
- Грамоты от Института гуманитарных исследований (ИГИ КБНЦ РАН), Научного центра (КБНЦ РАН), администрации города.
- «Основные достижения Российской Академии Наук за 2007 год». (Монография «Литературные архетипы в художественных произведениях адыгских авторов»)
- Лауреат национальной премии по номинации «Лучшее художественное произведение» — Нальчик, май 2008 г.
- Лауреат международного альтийского комитета по литературе — 2015.
- Премия «Женщина года» за 2017 год.